# Torre del homenaje Ter Heiden

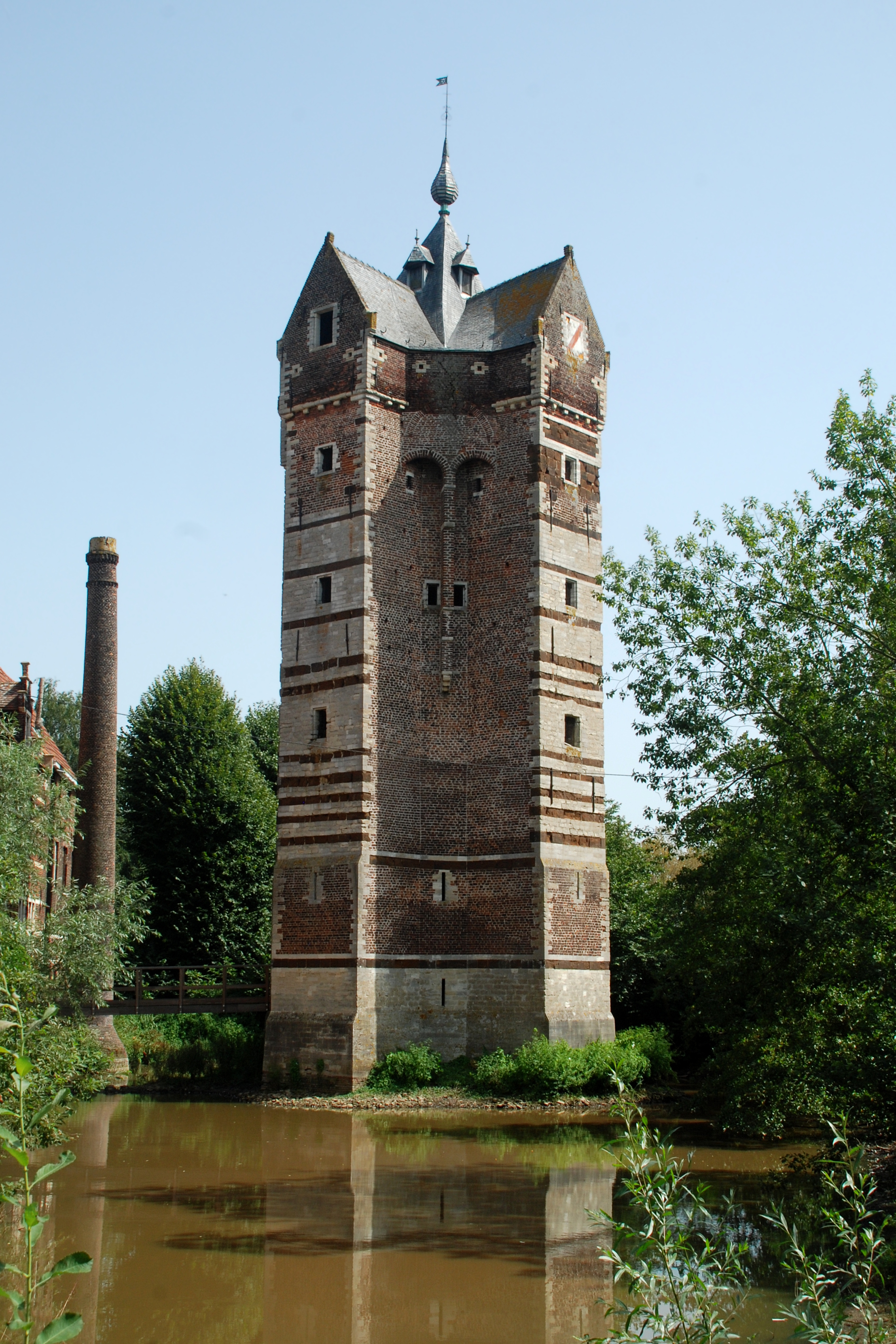
Torre del homenaje Ter Heiden.

La Torre del homenaje Ter Heiden (toren Ter Heiden en neerlandés) se encuentra en el concejo de Rotselaar, en la provincia del Brabante Flamenco, Bélgica.
La torre está en el cruce de las calles Terheidelaan y Torenhoflaan, al noreste de la ciudad de Rotselaar.
Fue edificada en el siglo XIV por el caballero Gerard Vander Heiden, vasallo del Señor de Rostelaar.
El último piso y el tejado fueron añadidos en 1620.
La torre Ter Heiden figura en la lista de monumentos históricos desde el 3 de julio de 1942.